# Slzovka obecná

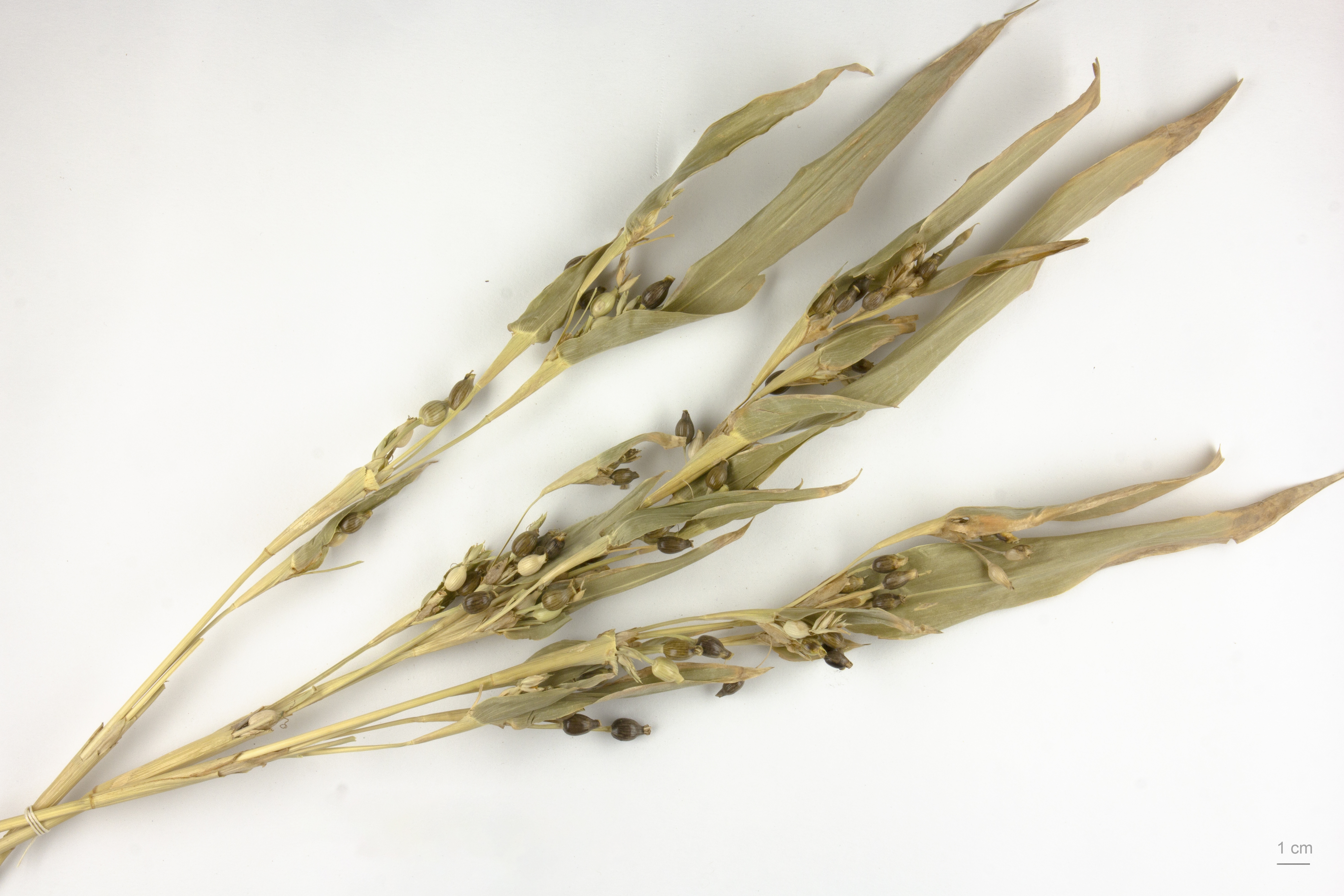
Coix lacryma-jobi

Slzovka obecná (Coix lacryma-jobi), též slzovka porcelánová neboli Jobovy slzy, je jednoletá tropická obilnina z čeledi lipnicovitých.

## Popis
Slzovka obecná je jednoletá tropická travina s rozvětveným stonkem s výraznými kolínky, připomínajícími kolínka bambusů. Dorůstá výšky kolem 1 až 2 m, výjimečně až 3 m. Tmavozelené lesklé listy jsou 20 až 50 cm dlouhé a široké až 5 cm, mají mírně vlnité okraje. Květy jsou nevýrazné, ale jejich semeník o velikosti hrachu se v průběhu dozrávání mění v lesklé bílé až modrošedé tvrdé vejčité kuličky o průměru 6 až 12 mm. Květy jsou dvojpohlavné, ale samčí i samičí se obvykle vyskytují na téže rostlině. Květenstvím je lata. Opyluje se větrem. Charakteristické slzy vznikají ztvrdnutím pochvy listenů uzavírajících samičí květy. Semena mají značnou klíčivost, další úroda dozrává v tropických oblastech přibližně po 4 až 5 měsících po vysetí.

## Areál rozšíření
Původně pochází z tropů východní Asie a Malajsie z indomalajského genového centra. Je však pěstována v celé tropické a subtropické zóně, v mnohých oblastech je dokonce považována za invazní druh.

## Stanoviště
Je velmi přizpůsobivá, roste jak v lehkých písčitých, tak v těžkých jílovitých půdách. Vyžaduje slunečné stanoviště a stálé a mírné závlahy, snáší však i silně zamokřené půdy. Roste jak ve velmi kyselých, tak neutrálních a mírně alkalických půdách.

## Použití
Je pěstována jako pícnina a v některých oblastech se její semena používají k výrobě mouky, zejména v Indii, kde ji však v novější době nahradila kukuřice. V Číně se užívá k přípravě polévek podobně jako v Česku kroupy. Pražená s cukrem se jí jako cukrovinka, nebo loupaná jako burské oříšky. Z pražených loupaných semen se připravuje kávová náhražka. Semena obsahují přes 10 % vody, 52 % škrobu, přibližně 18 % bílkovin a 7 % tuku. Obsahují také menší množství vitamínů skupiny B; neobsahují však žádný vitamin A ani C. Používá se též jako náhrada prosa.
V oblasti původního výskytu se užívá v lidovém léčitelství jako prostředek proti vředům, apendicitidě, artritidě, průjmům, zánětům močového měchýře, otokům, proti horečce, zápalu průdušek a plic a proti střevním cizopasníkům. Zajímavé je použití proti různým druhům zhoubných nádorů; zjistilo se, že v semenech obsažený coixenolid má kancerostatické účinky.[zdroj?] Je používán též proti avitaminóze (beri-beri).
Tvrdá semena se používají i k výrobě ozdobných předmětů, náramků a řetízků a zejména v křesťanských oblastech k výrobě růženců. Vzhledem ke značné tvorbě biomasy se o ní uvažuje též jako o energetické rostlině.
V mírném pásu se pěstuje v zahradách a sadech jako ozdobná travina.

## Zajímavost
Jeden z růženců, který vlastnil papež Jan Pavel II., byl vyroben ze semen této rostliny.